# Municipio de Domingo Arenas
El municipio de Domingo Arenas es uno de los 217 municipios que conforman al estado mexicano de Puebla. Se localiza en la parte centro-oeste del estado, su cabecera es la localidad de Domingo Arenas.
El municipio fue oficialmente creado y nombrado Domingo Arenas por decreto del XXXIV Congreso del estado de Puebla el 12 de mayo de 1942.Domingo Arenas es parte de la Zona Metropolitana de San Martín Texmelucan.

## Historia
Los pueblos prehispánicos de Xaltepetlapa y Tlanicontla fueron fundados por grupos chichimecas al iniciar el siglo XIV de nuestra era. De acuerdo con el cronista Diego Muñoz Camargo; después de que los chichimecas pasaron por el volcán Popocatépetl y la Sierra Nevada, un grupo encabezado por Tempatlahuac fundó el pueblo de Contlan (Tanicontla) y otro grupo al mando de Cacamatecuhtli fundó el pueblo de Xaltepetlapan. A la llegada de los españoles en 1519 ambos pueblos siguieron el ejemplo de Huexotzinco; se aliaron con Hernán Cortés en contra de ciudad de México Tenochtitlan hasta que lograron someterla el 13 de agosto de 1521.

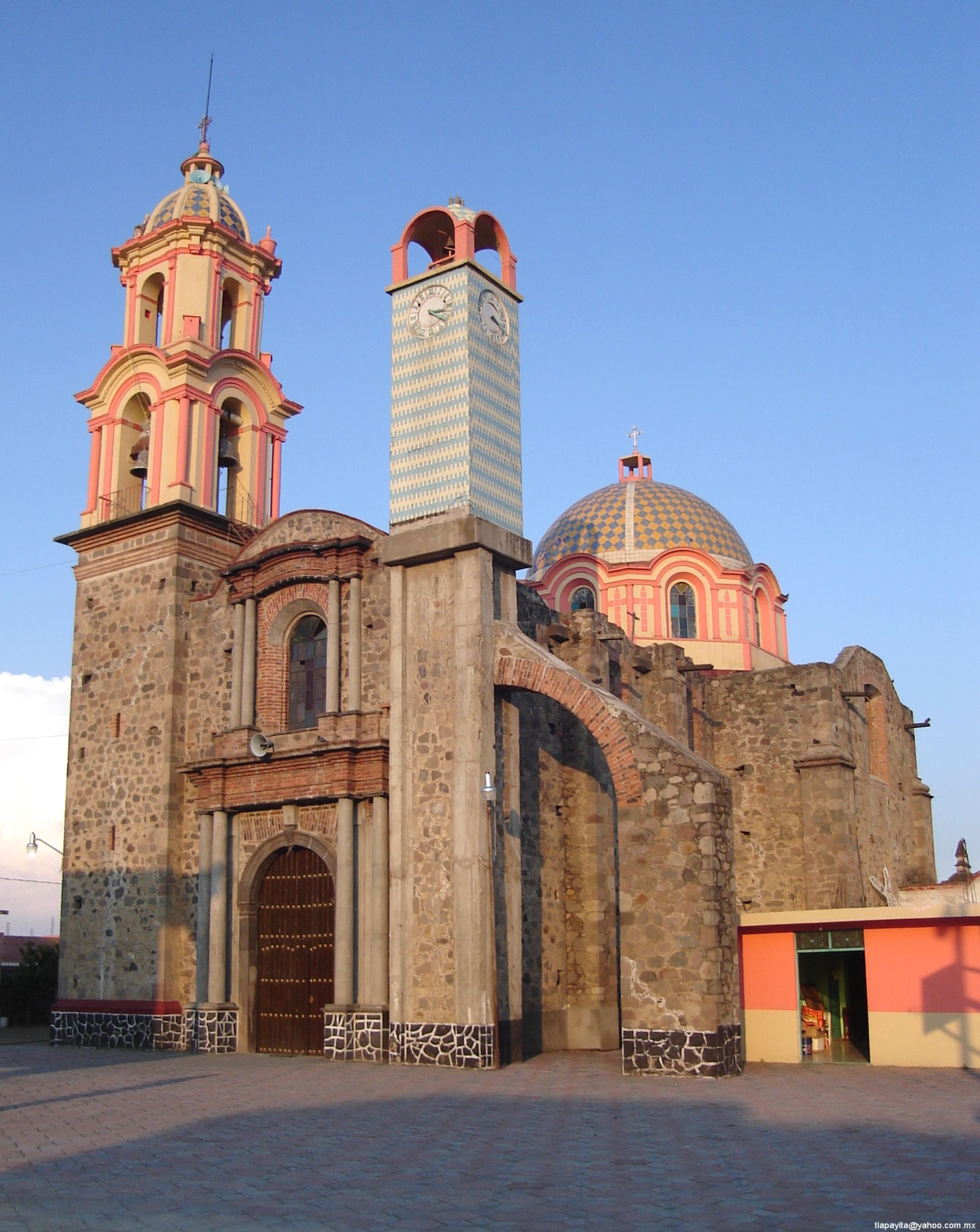
Templo de San Simón Tlanicontla.

Durante el periodo colonial la población de Xaltepetlapa sufrió dos terribles epidemias que motivaron el cambio de asentamiento poblacional de las doce familias sobrevivientes. En 1607 Esteban de Anzo juez y escribano de las congregaciones de la provincia de Huexotzingo por orden del rey congregó a las cabeceras de Xaltepetlapa y Tlanicontla en los lugares que actualmente ocupan y les señaló los lugares para instalar sus casas de justicia, comunidad, cárcel y les dotó de solares para que construyeran sus casas y donde metieran su ganado, de tal manera que vivieran de manera cómoda y próspera.

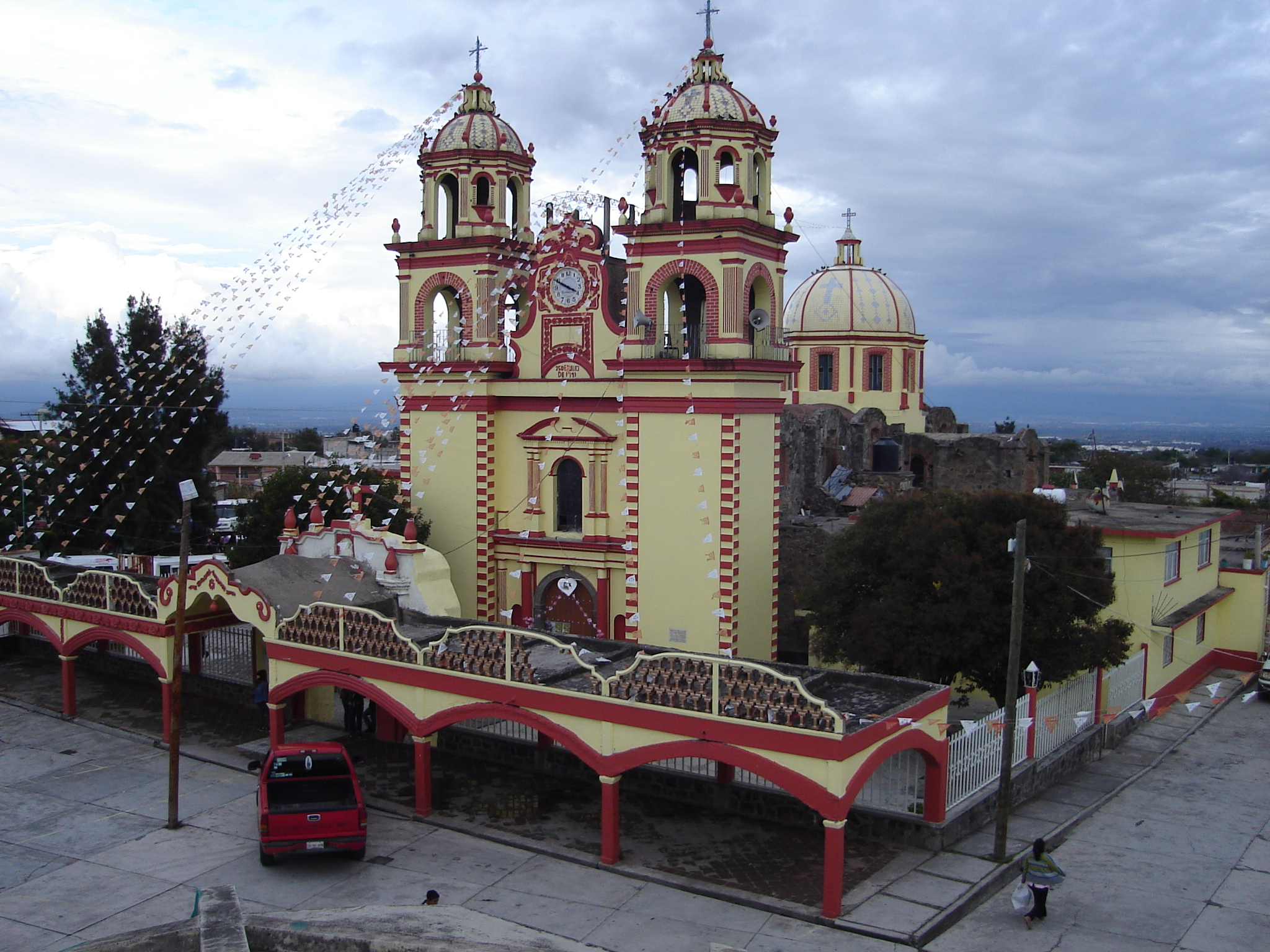
Templo de Santiago Xaltepetlapa.

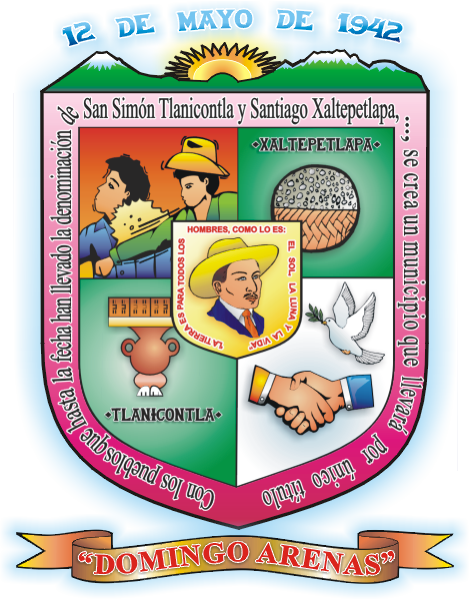
Escudo Municipal de Domingo Arenas, Pue.

El 10 de abril de 1942 se se realizó un acuerdo de unificación de las dos juntas auxiliares que hasta ese momento pertenecían al municipio de Huejotzingo: Santiago Xaltepetlapa y San Simón Tlanicontla para solicitar al Congreso Constitucional  del Estado de Puebla la creación de un nuevo municipio, el 15 de abril del mismo año este Congreso aprobó la creación del municipio y turnó el proyecto de ley al Ejecutivo del estado de Puebla para su publicación en el Periódico Oficial del Estado, acto que se realizó oficialmente el martes 12 de mayo de 1942. 
El nombre del municipio fue escogido en honor al militar mexicano Domingo Arenas, a pesar de que éste no tiene relación alguna con el territorio. Este nombre fue asignado al municipio el 15 de abril de 1942 por los diputados del XXXIV Congreso Constitucional del estado de Puebla, como reconocimiento de los notables servicios que prestaron a la causa de la revolución Domingo Arenas y sus hermanos.

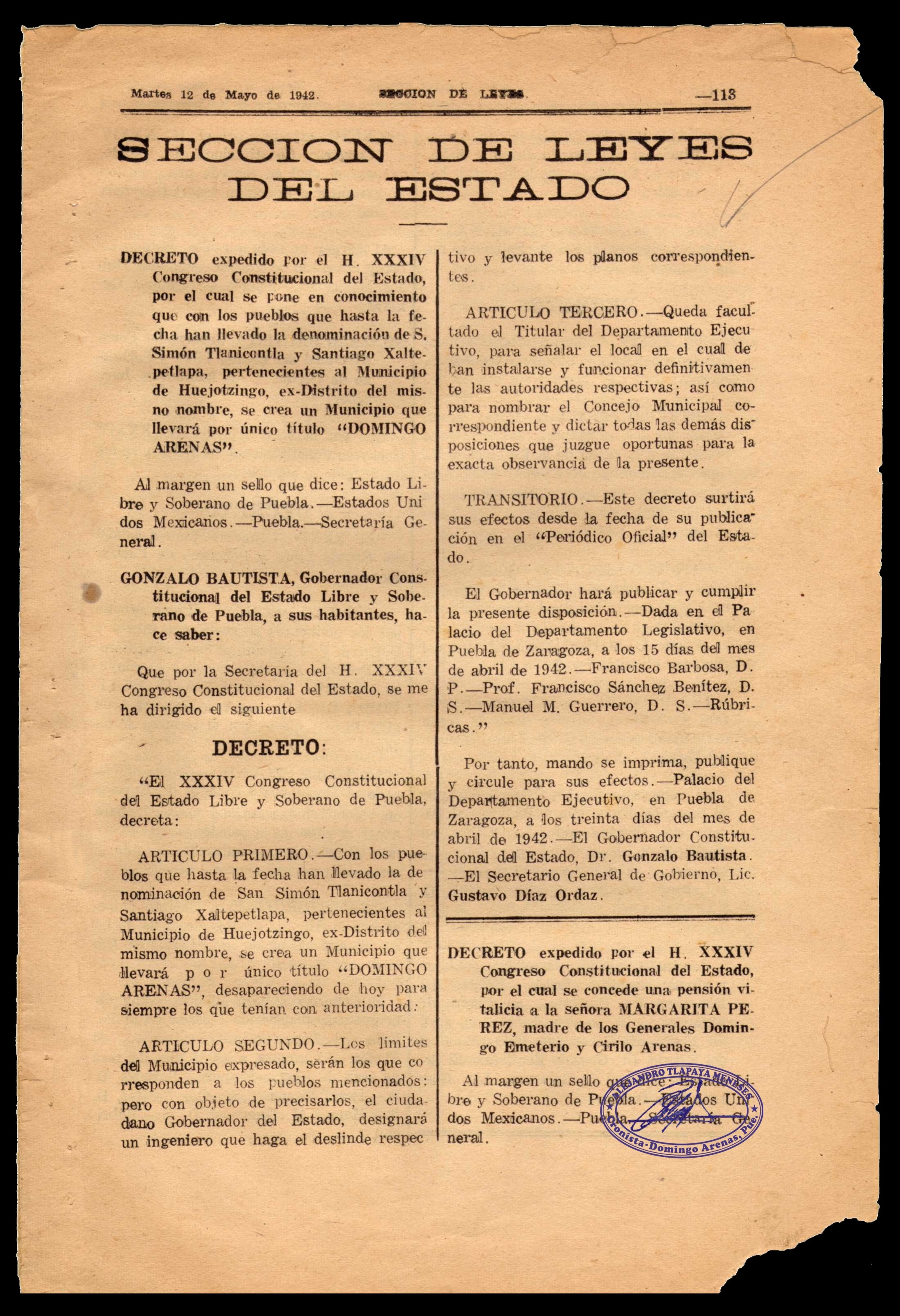
Decreto de la creación del municipio Domingo Arenas, 12 de mayo de 1942.

El martes 12 de mayo de 1942 se creó el municipio de manera oficial, al ser publicado el decreto por orden del Gobernador Gonzalo Bautista en el Periódico Oficial del Estado de Puebla.

## Escudo
Emblema que da identidad al municipio Domingo Arenas, en él se representan los sucesos históricos que dieron origen a esta municipalidad. Fue instituido por decreto del Honorable Cabildo el 30 de julio de 2009 y publicado en el Periódico Oficial del Estado de Puebla el 23 de julio de 2010. Está formado por un escudo cuartelado:
- Primer cuartel, en parte superior izquierda sobre fondo rojo simboliza la sangre derramada por los pueblos de Xaltepetlapa y Tlanicontla, dos personajes peleando, representan las frecuentes peleas por los límites de estas poblaciones, y por las cuales el Gobierno del Estado decretó como solución su unión en un nuevo municipio.
- Segundo cuartel en fracción superior derecha, sobre fondo verde simboliza el jade, incluye nombre y glifo del pueblo de Xaltepetlapa.
- Tercer cuartel en extremo opuesto manifestando contrariedad entre localidades, sobre color verde del jade, contiene el glifo y nombre del pueblo de Tlanicontla.
- Cuarto cuartel en sitio inferior derecho, sobre fondo blanco, contiene una paloma alegórica de la paz con rama de olivo en el pico y dos manos en fraternal saludo por el acuerdo celebrado el 10 de abril de 1942 entre las dos localidades, en contraste con las contiendes del primer cuartel
- En el centro sobrepuesto, un escusón de color amarillo con el semblante del general Domingo Arenas, envuelto con su lema “La tierra es para todos los hombres, como lo es: el sol, la luna y la vida”; bordura en rojo que incluye el fragmento más significativo del decreto publicado el 12 de mayo en el Periódico Oficial, que dice: Con los pueblos que hasta la fecha han llevado la denominación de San Simón Tlanicontla y Santiago Xaltepetlapa,…, se crea un Municipio que llevará por único título, en negro; divisa a manera de listón en la parte inferior, cargada del nombre del municipio creado “Domingo Arenas”; timbrado en la parte superior con los volcanes Popocatépetl e Iztaccíhuatl y un sol que a manera de corona, representan un atardecer diferente a los anteriores, el fin de las riñas y la muerte para el nuevo municipio.

Completa el escudo la fecha 12 de mayo de 1942 como cimera en azul, corresponde al día en el que legalmente se creó el municipio de acuerdo con la publicación del Periódico Oficial del Estado.

## Geografía

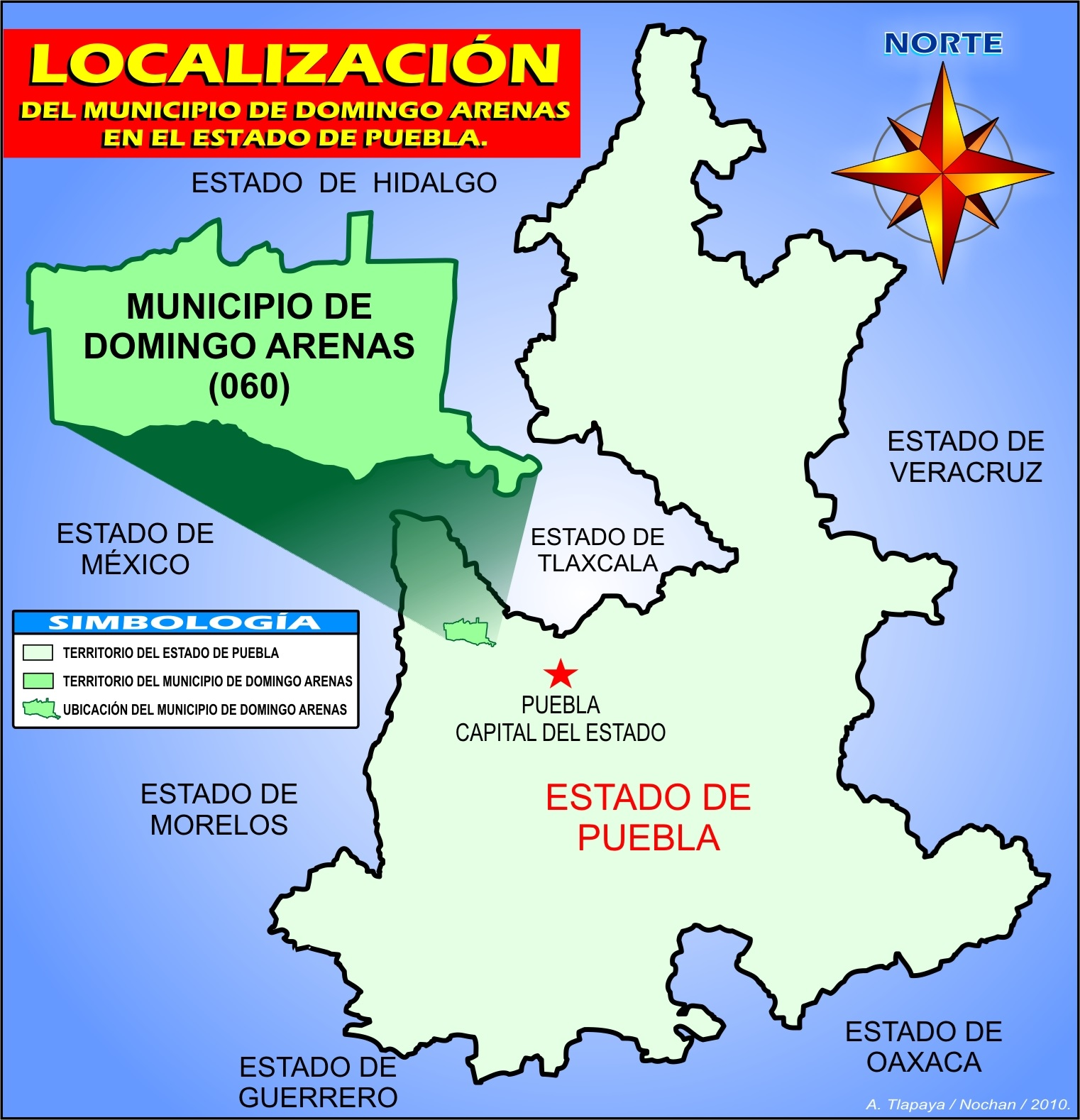
Localización del municipio Domingo Arenas

El municipio tiene una superficie de 12.14 km², lo cual lo convierte en uno de los municipios más pequeños del estado.
Se localiza entre los límites del municipio de Huejotzingo, al norte, y Calpan, al sur;  en la parte centro-oeste del valle del estado y en los llanos de Huejotzingo. Aunque pertenece al valle mencionado, su orografía está determinada por su ubicación con respecto a la Sierra; por ello marca un relieve que asciende suave pero constantemente, en dirección este-oeste. No presenta cerros de importancia y su altura con respecto al nivel del mar varía de 2320 a 2480 metros sobre el nivel del mar; además se encuentra muy próximo a la cota 2500 que marca de manera convencional el inicio de las faldas inferiores de la Sierra Nevada.
Al norte colinda con el río Hueyapan, la barranca Apitzato y las juntas auxiliares de Santa María Tianguistenco, San Miguel Tianguizolco y San Juan Pancoac juntas auxiliares del municipio de Huejotzingo y también con la cabecera municipal de Huejotzingo; Al sur limita con la barranca Tolimpa, el río Actiopa, la inspectoría de Pueblo Nuevo y terrenos del municipio de Calpan; Al este con terrenos del municipio de Huejotzingo y de Calpan; Y finalmente al oeste linda con las juntas auxiliares de San diego Buenavista y Santa María Atexcac, ambas pertenecientes al municipio de Huejotzingo.

## Hidrografía
El municipio se ubica dentro de la región hidrológica 18 correspondiente al Río Balsas y forma parte la cuenca del Alto Atoyac, que nace en la vertiente oriental de la Sierra Nevada. Por lo tanto los ríos que lo atraviesan de oeste a este son tributarios de esta cuenca y provienen del Volcán Iztaccíhuatl; destacan el Actiopa, Tolimpa, Pipinahuac y Hueyapan.  Debido a lo anterior, los glaciares del Iztaccíhuatl proporcionan agua a los poblados y terrenos cercanos a sus faldas, en la época de sequía; las rocas dejan infiltrar el agua hasta grandes profundidades por lo que en la colonia Cháhuac puede obtenerse agua de pozos durante todo el año a escasos metros de profundidad.

## Demografía
De acuerdo al último censo, realizado por el INEGI en el año 2020, en el municipio hay una población total de 7,982 habitantes, de los cuales 3,832 son hombres y 4,150 mujeres.  Todos los habitantes se distribuyen en las siguientes localidades de manera total y por sexo.
| Localidad                | Total | Hombres | Mujeres |
| ------------------------ | ----- | ------- | ------- |
| 0001 Domingo Arenas      | 5,552 | 3,108   | 3,444   |
| 0002 La Puerta           | 49    | 19      | 30      |
| 0003 Buenavista          | 29    | 15      | 14      |
| 0004 Pipinahuac          | 11    | *       | *       |
| 0005 Tenancamilpa        | 3     | *       | *       |
| 0006 Tlapalhuatla        | 3     | *       | *       |
| 0007 Ahuatepec           | 16    | 9       | 7       |
| 0008 Jagüey              | 88    | 46      | 42      |
| 0009 Ramón               | 45    | 21      | 24      |
| 0010 La Trinchera        | 57    | 32      | 25      |
| 0011 Axaxalpa            | 100   | 54      | 46      |
| 0012 Domingo Arenas      | 31    | 12      | 19      |
| 0013 Cháhuac             | 998   | 508     | 490     |
| 9998 Loc. de 1 vivienda  | 3     | *       | *       |
| 9999 Loc. de 2 viviendas | 14    | 7       | 7       |
| Total                    | 7,982 | 3,832   | 4,150   |

Del total de habitantes, 264 personas mayores de tres años dominan alguna lengua indígena. De este grupo, aproximadamente el 82% habla náhuatl, igualmente un aproximado del 82% de los hablantes de alguna lengua indígena también dominan el español.

### Evolución demográfica
| Evolución demográfica |
|                       |
| SNIM.                 |

## Gobierno

### Regionalización política
El municipio de Domingo Arenas pertenece a las siguientes regiones:
| Distrito Local Electoral   | 8°, con cabecera en Huejotzingo            |
| Distrito Federal Electoral | 5.º, con cabecera en San Martín Texmelucan |
| Región Socioeconómica      | IV, Angelópolis                            |
| Región Sanitaria           | Número 5, con cabecera en Huejotzingo      |
| Región Educativa           | Número 5, con cabecera en Cholula          |
| Distrito Judicial          | VIII, con cabecera en Huejotzingo          |

### Cronología de Presidentes Municipales
Los presidentes que han gobernado el municipio desde su creación, de acuerdo con los libros de cabildo del Archivo Municipal son:
| Presidente                      | Periodo            |
| ------------------------------- | ------------------ |
| Juan Darío Rosendo              | 1942-1945          |
| Filiberto Meneses Méndez        | 1945-1948          |
| Buenaventura Flores Meneses     | 1948-1949          |
| Arnulfo Solares Meneses         | 1949-1951          |
| Sabás Guevara Pérez             | 1951-1954          |
| Ascensión Luna Luna             | 1952-1953 Interino |
| Victoriano Zamora               | 1954-1955          |
| Lorenzo Juárez Meneses          | 1955-1957          |
| Tomás Meneses Nieto             | 1957-1960          |
| Nicolás Mejía Caliecac          | 1960-1963          |
| Miguel Rosas Ramírez            | 1963-1966          |
| Isabel Guevara Luna             | 1966-1969          |
| Pablo Osorio Serrano            | 1969-1972          |
| Félix Luna Meneses              | 1972-1975          |
| Constancio Juárez Rufino        | 1975-1978          |
| Froylán Rosas Múnive            | 1978-1981          |
| Pascual Nieto Luna              | 1981-1984          |
| Maximíno Pérez Meneses          | 1984-1987          |
| Rubén Baldéras Meneses          | 1987-1990          |
| Silverio Gil de la Rosa         | 1990-1993          |
| Domingo Tlacopilco Pérez        | 1993-1996          |
| Osvaldo Munive Munive           | 1996-1999          |
| Juan Meneses Osorio             | 1999-2002          |
| Alvaro Botello Munive           | 2002-2005          |
| Gabino Osorio Zamora            | 2005-2008          |
| Mauro Gil de la Rosa            | 2008-2011          |
| Neftalí Hernández Mejía         | 2011-2014          |
| Alfredo Francisco Meneses Muñoz | 2014-2018          |
| Javier Meneses Contreras        | 2018-2021          |